# ایاد امین مدنی
ایاد امین مدنی (عربی: إياد أمين مدني) ؛ (انگلیسی: Iyad bin Amin Madani) (زادهٔ ۲۶ آوریل ۱۹۴۶) روزنامه‌نگار و سیاست‌مدار اهل عربستان سعودی است.
ایاد امین مدنی دبیرکل سابق سازمان همکاری اسلامی، وزیر سابق وزارت خانه‌های حج و فرهنگ و تبلیغات عربستان و نائب رئیس شورای امنای مؤسسه ملک عبدالله بن عبدالعزیز است.

## مدارک علمی
وی فارغ‌التحصیل دبیرستان در مدینه منوره و دارای لیسانس از دانشگاه آریزونای آمریکا در زمینه مدیریت تولید است، وی همچنین از دانشگاه جهانی اسلامی در مالزی دکترای افتخاری در زمینه روابط بین‌المللی دریافت نموده‌است.

## سوابق شغلی
- رئیس تحریریه روزنامه گازت عربستان
- مدیر کل مؤسسه چاپ و انتشارات عکاظ
- عضو شورای مدیریت شرکت اتحاد ملی توزیع روزنامه‌ها
- عضو شورای مدیریت آب و بهداشت در مدینه
- عضو شورای مدیریت بانک عربستان-فرانسه
- وزیر حج عربستان
- وزیر فرهنگ و تبلیغات عربستان[۳]

## خدمات اجتماعی
شرکت در تعدادی از جمعیت‌ها و کمیته‌های اجتماعی و فرهنگی پیشرفته از جمله:
- مؤسسه سرپرستی با استعدادهای ملک عبدالعزیز
- شورای امنای دانشگاه خلیج در بحرین
- کمیته رشد تجارت خارجی عربستان
- باشگاه رشد خلیج
- جمعیت خیریه خدمات اجتماعی مدینه
- مؤسسه توسعه مسکن ملک عبدالله بن عبدالعزیز[۴][۵]

## مدال‌ها
- نشان تقدیر از تایوان
- مدال قهرمانی از دولت مالزی
- مدال درجه ۲ از سلطان عمان
- مدال Ordin Al Merito Eella Repubblica Italiana, Italy از ایتالیا
- سخنرانی تقدیر ویژه توسط رئیس‌جمهور ترکیه[۶]

## استعفا از دبیرکلی سازمان همکاری اسلامی
ایاد مدنی در تاریخ ۳۱ اکتبر ۲۰۱۶ به دلیل برخی مشکلات جسمی از سمت دبیرکلی سازمان همکاری اسلامی استعفا داد و یوسف بن احمد العثیمین وزیر امور اجتماعی سابق برای این منصب تعیین شد.